# Shinigami-sama to 4-nin no kanojo
Shinigami-sama to 4-nin no kanojo (死神様と4人の彼女? lett. "La dea della morte e le quattro fidanzate"), anche noto come Grim reaper and Four girlfriends, è un manga scritto da Shin'ya Suyama e disegnato da CHuN, che è stato serializzato tra i numeri di luglio 2013 e gennaio 2015 della rivista Gangan Joker della Square Enix e i cui capitoli sono stati raccolti in tre volumi tankōbon.

## Trama
Kaoru Minaguchi è uno studente delle medie che non ha nessun amico né una fidanzata. La sua vita è abbastanza tranquilla e monotona, ma sfortunatamente un giorno egli diventa il bersaglio di Airi, una shinigami che tenta di ucciderlo, identificandolo come il tipico ragazzo inutile destinato a rimanere per sempre da solo. Dopo aver affermato che anche lui ha intenzione di trovarsi una fidanzata e che quindi vuole essere in qualche modo utile alla società, Kaoru consegna una lettera d'amore a quattro ragazze diverse della sua scuola, speranzoso che almeno una gli risponda positivamente. In realtà Kaoru finisce così per dover gestire quattro relazioni contemporaneamente, sentendosi allo stesso tempo in colpa per star ingannando delle ragazze così adorabili e, forse, anche un po' problematiche.

## Personaggi
Kaoru Minaguchi (水無口 薫?, Minaguchi Kaoru)
Uno studente del secondo anno delle medie che, per tentare di scampare alla morte, inizia a frequentare quattro ragazze diverse contemporaneamente. Pur essendo un maschio, è un amante dei manga shōjo che, a differenza dei suoi coetanei, disprezza gli harem in quanto egli sogna di trovare l'amore della sua vita.
Airi (愛離?)
Una shinigami che ha intenzione di uccidere Kaoru. Siccome secondo le regole del suo "lavoro" può togliere la vita soltanto alle persone inutili, inizia a vivere con lui per controllare che nel giro dei prossimi tre mesi non tornerà ad isolarsi dalla società (anche se non può fare nulla affinché ciò accada). È un'appassionata della cultura otaku che ama fare cosplay o indossare vestiti giapponesi come il kimono.
Yui Kobayakawa (小早川 ゆい?, Kobayakawa Yui)
Una studentessa del terzo anno, nonché una nuova idol di successo. Ovviamente è la ragazza più popolare della scuola, ma nessuno è a conoscenza della sua natura estremamente sadica.
Lisa Umikai (海飼 リサ?, Umikai Risa)
La rappresentante di classe di Kaoru. Sebbene sia apparentemente una ragazza seria, sempre calma ed affidabile, è anche ossessionata dalle cose erotiche e perverse.
Emily Ōgawara (大河原 エミリ?, Ōgawara Emiri)
Una studentessa molto ricca del primo anno che è piuttosto silenziosa. È una ragazza dalle tendenze tsundere che ama giocare ai videogiochi.
Aoi Sawatari (沢渡 あおい?, Sawatari Aoi)
Una studentessa del secondo anno che è l'asso del club di nuoto della scuola. È una ragazza molto attiva e solare che però mostra più volte di avere anche un lato yandere.

## Volumi
| Nº | Data di prima pubblicazione | Data di prima pubblicazione | Data di prima pubblicazione |
| Nº | Giapponese                  | Giapponese                  |                             |
| -- | --------------------------- | --------------------------- | --------------------------- |
| 1  | 22 novembre 2013            | ISBN 978-4-7575-4140-5      |                             |
| 2  | 22 maggio 2014              | ISBN 978-4-7575-4311-9      |                             |
| 3  | 21 febbraio 2015            | ISBN 978-4-7575-4560-1      |                             |